# Per Norman
Per Norman, född 1970 i Norrköping, är en svensk fotograf, musikvideoregissör, filmklippare, VFX-artist och TV-producent. Han är verksam i Stockholm.

## Biografi
Norman började sin karriär som fotograf och redigerare på ZTV och har sedan 1999 arbetat på TV4. Han driver även frilansverksamhet via sitt företag Spygg Productions.

## Fotografi
Norman har tagit officiella bandbilder av det brittiska industribandet Nitzer Ebb samt pressbilder på artisten Henric de la Cour.

## Musikvideor
Norman regisserar, filmar och klipper musikvideor som ett enmansteam. Han har regisserat samtliga officiella musikvideor för Henric de la Cour, med undantag för Dead Hank.

## Film och VFX
Norman har klippt konsertfilmen med bandet Kite från Kungliga Operan i Stockholm och arbetat med visuella effekter (VFX) i Simon Gärdenfors långfilm Serietecknaren. Han producerade och klippte även inspelningen av Fredrik Strages scenshow Strage on Stage.